# Zygmunt Grabowski (kapelmistrz)
Trwa dyskusja nad usunięciem tego biogramu, kliknij i weź w niej udział.
Zygmunt Grabowski (ur. 29 kwietnia 1893 Łomża, zm. 31 marca 1946 Jelenia Góra) – muzyk, kapitan kapelmistrz Wojska Polskiego.

## Życiorys
Od 12 lipca 1923 r. prowadził orkiestrę Toruńskiego 63 Pułku Piechoty. 
Został awansowany do stopnia porucznika ze starszeństwem z dniem 1 grudnia 1920 i zweryfikowany z lokatą 18 w korpusie oficerów administracji w grupie kapelmistrzów w 1928.
W listopadzie 1938 r. opuścił Toruń w związku z powołaniem na stanowisko dyrygenta wielkiej reprezentacyjnej orkiestry Baonu Stołecznego w Warszawie. Mianowany na stopień kapitana ze starszeństwem z dniem 19 marca 1937r. i 7 lokatą w korpusie oficerów administracji, grupa kapelmistrzów .